# Лодзь-Фабрична
Лодзь-Фабрична (пол. Łódź Fabryczna) — мультимодальна, третя за величиною в Європі і найбільша в Польщі підземна залізнична станція в місті Лодзі, центрі Лодзинського воєводства, яке розміщене в центральній частині країни.
Загальна вартість проекту — 1 759 289 451 злотий. Для побудови станції було використано 750 000 кубічних метрів бетону і 70 000 тонн сталі. З місця будови вивезли близько 2-х мільйонів кубічних метрів землі. До чотирьох перонів залізничної станції проклали 12 км електрифікованих колій.
Будівництво мультимодальної станції Лодзь-Фабрична є найбільшою такою інвестицією в Польщі. Вона поєднує в собі залізничний, автобусний транспорт і міський рух. Згідно з новим графіком, від грудня 2016 року, через нову станцію будуть проїжджати в середньому 128 поїздів.

## Історія

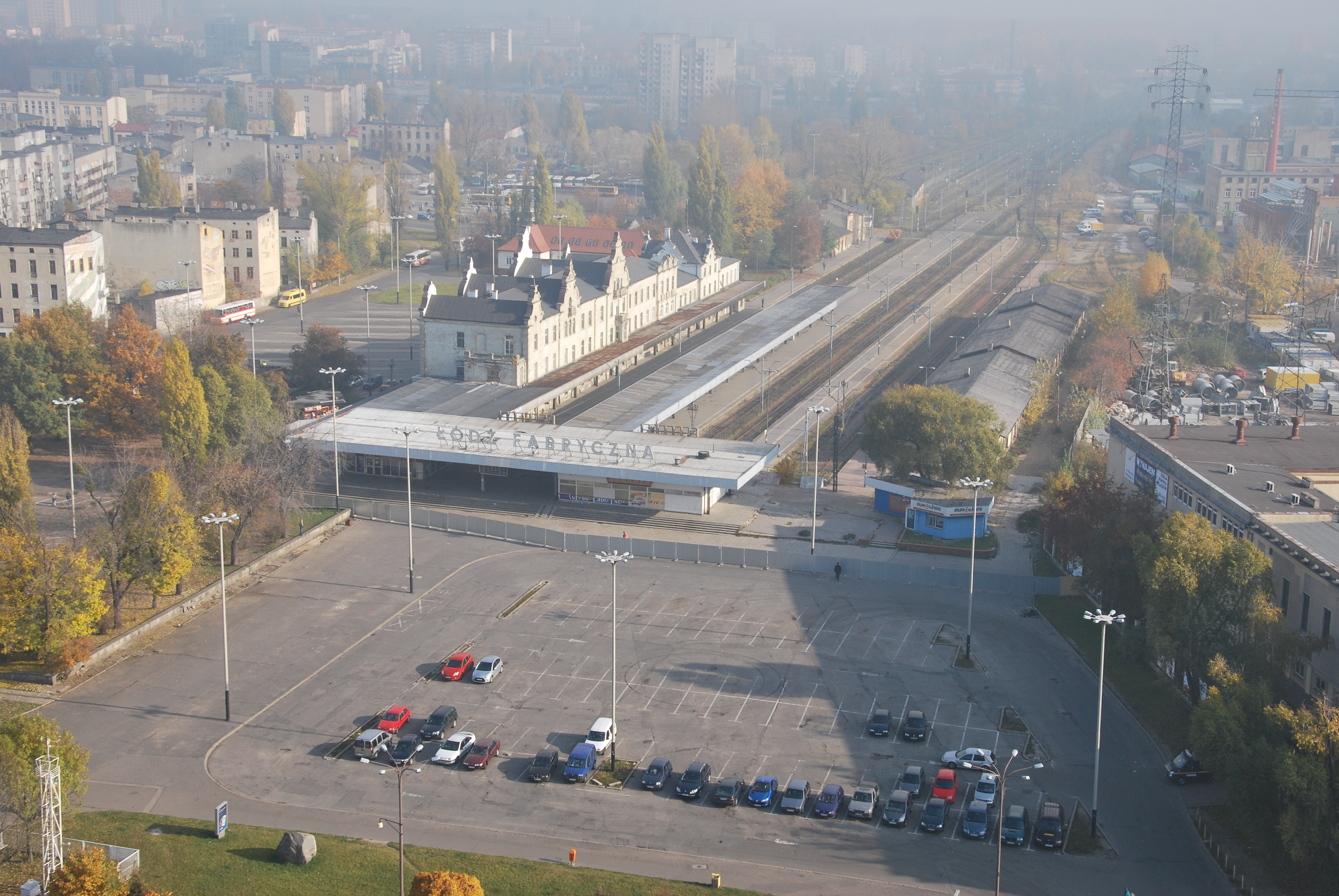
Станція Лодзь-Фабрична перед початком перебудови. 2011

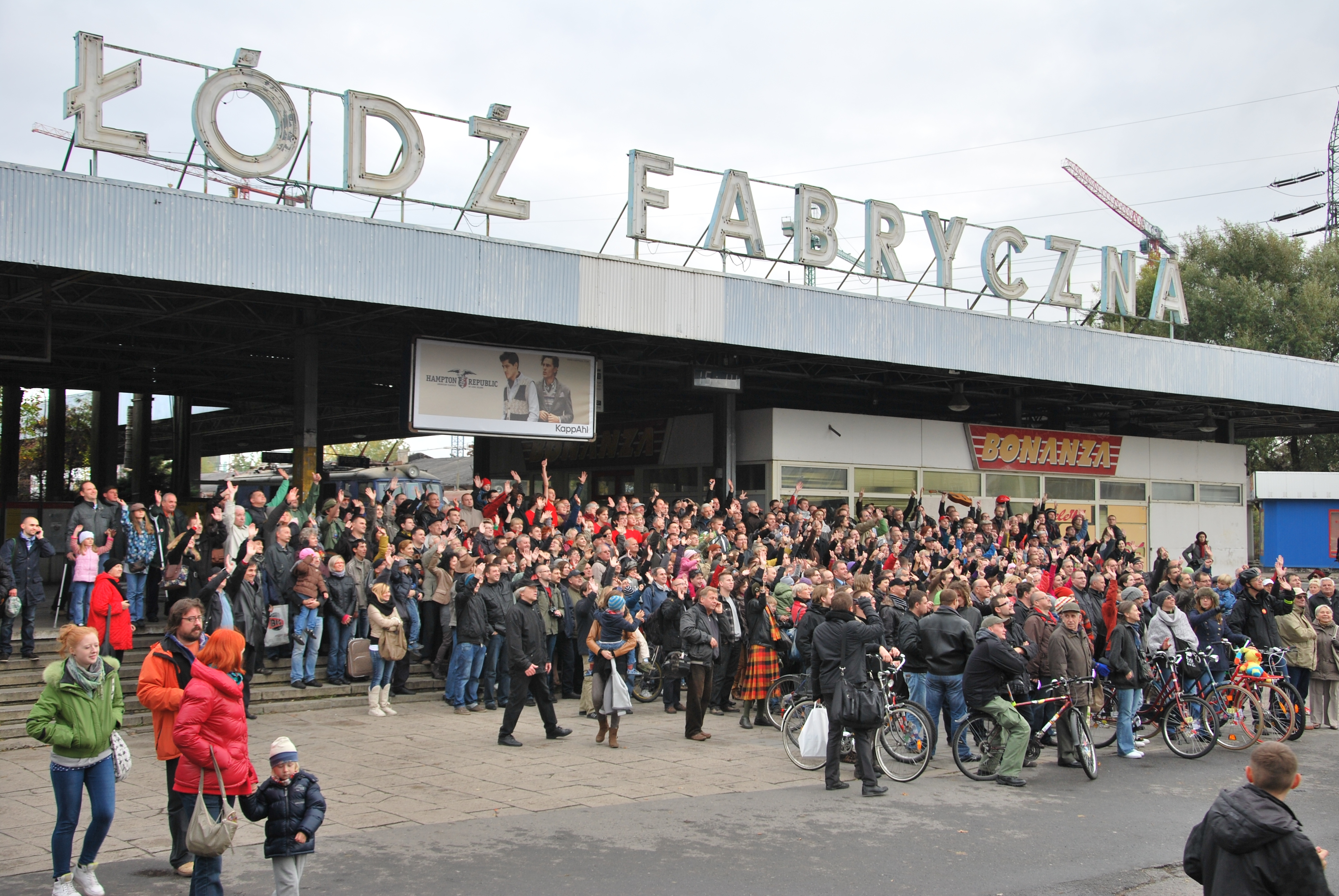
Прощання жителів Лодзі зі старою станцією. 2011

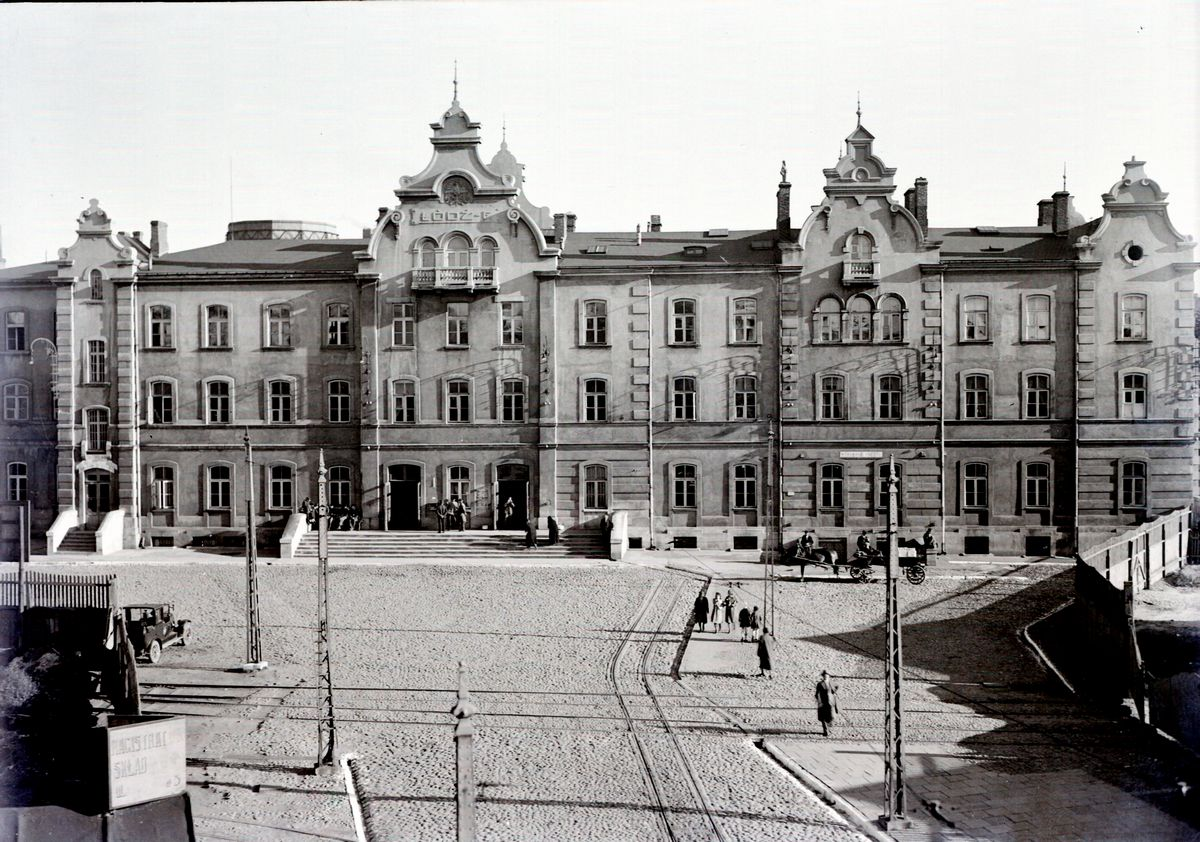
Станція Лодзь-Фабрична. 1930

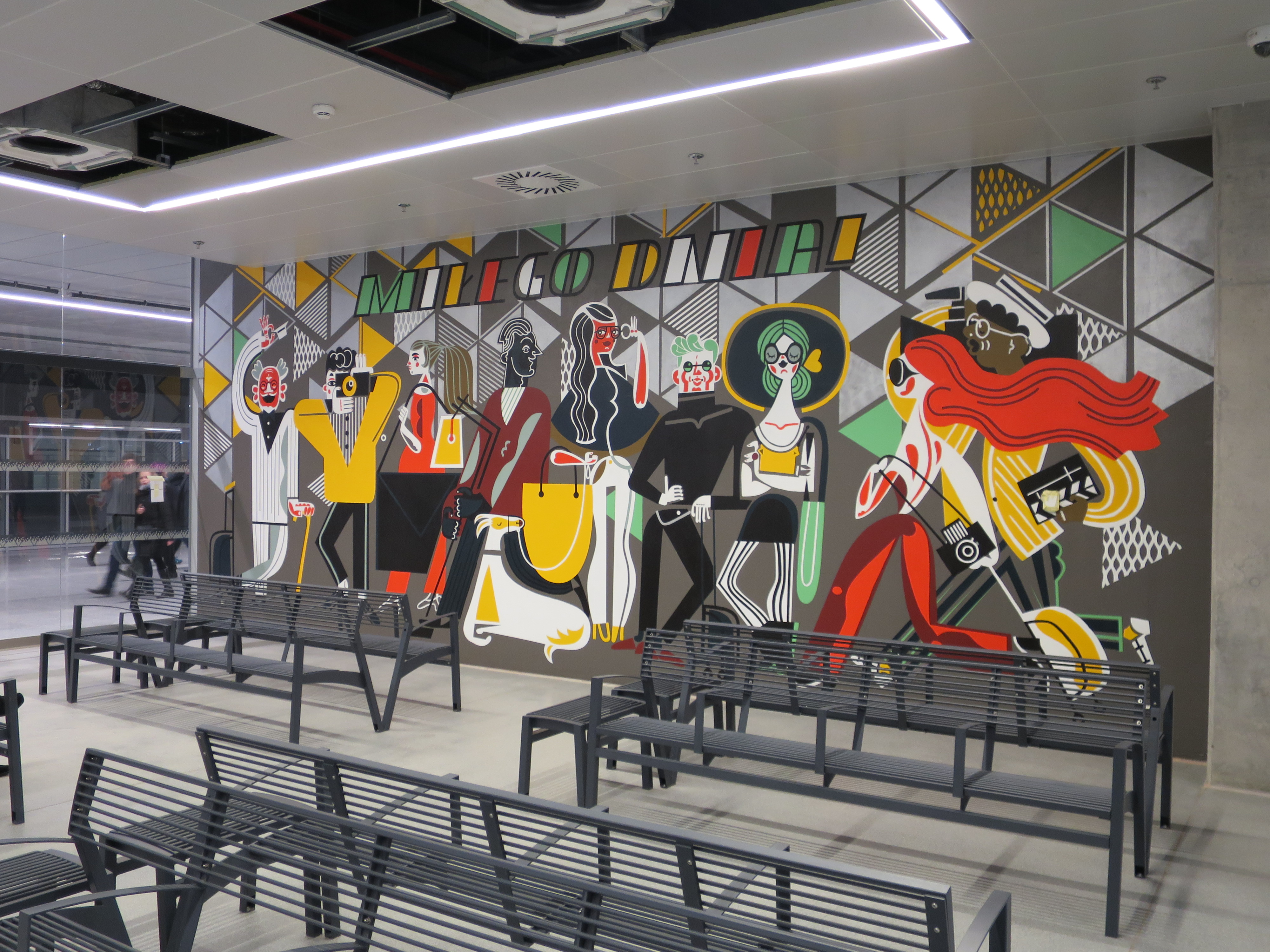
Почекальня

Будівництво першої фабрично-лодзької залізничної лінії, яка з'єднує місто Лодзь з Колюшками, розпочалася 1 вересня 1865 року за дозволом царя Олександра II від липня 1865 року. Колії почали прокладати одночасно з двох сторін — з Лодзі і з Колюшок. 18 листопада 1865 розпочалося перевезення вантажів, а з 1 червня 1866 року — пасажирів. Будівля пасажирського вокзалу біла зведена у 1868 році за проектом Адольфа Шимельпфеніга. 1930 року вокзал реконструювали і він проіснував до червня 2012 року, коли розпочали будівництво нової станції.
До першої світової війни вокзал називали «варшавським», «східним» або «залізниці Фабрично-Лодзької». Назва «Лодзь-Фабрична» появилася у міжвоєнний період. У 1939—1945 роках вокзал мав назву «Litzmannstadt Ostbahnhof».

## Конструкція станції
Станція Лодзь-Фабрична складається з трьох рівнів, частина будівлі знаходиться під землею. Три рівні станції з'єднані між собою 24 ескалаторами і 14 ліфтами.

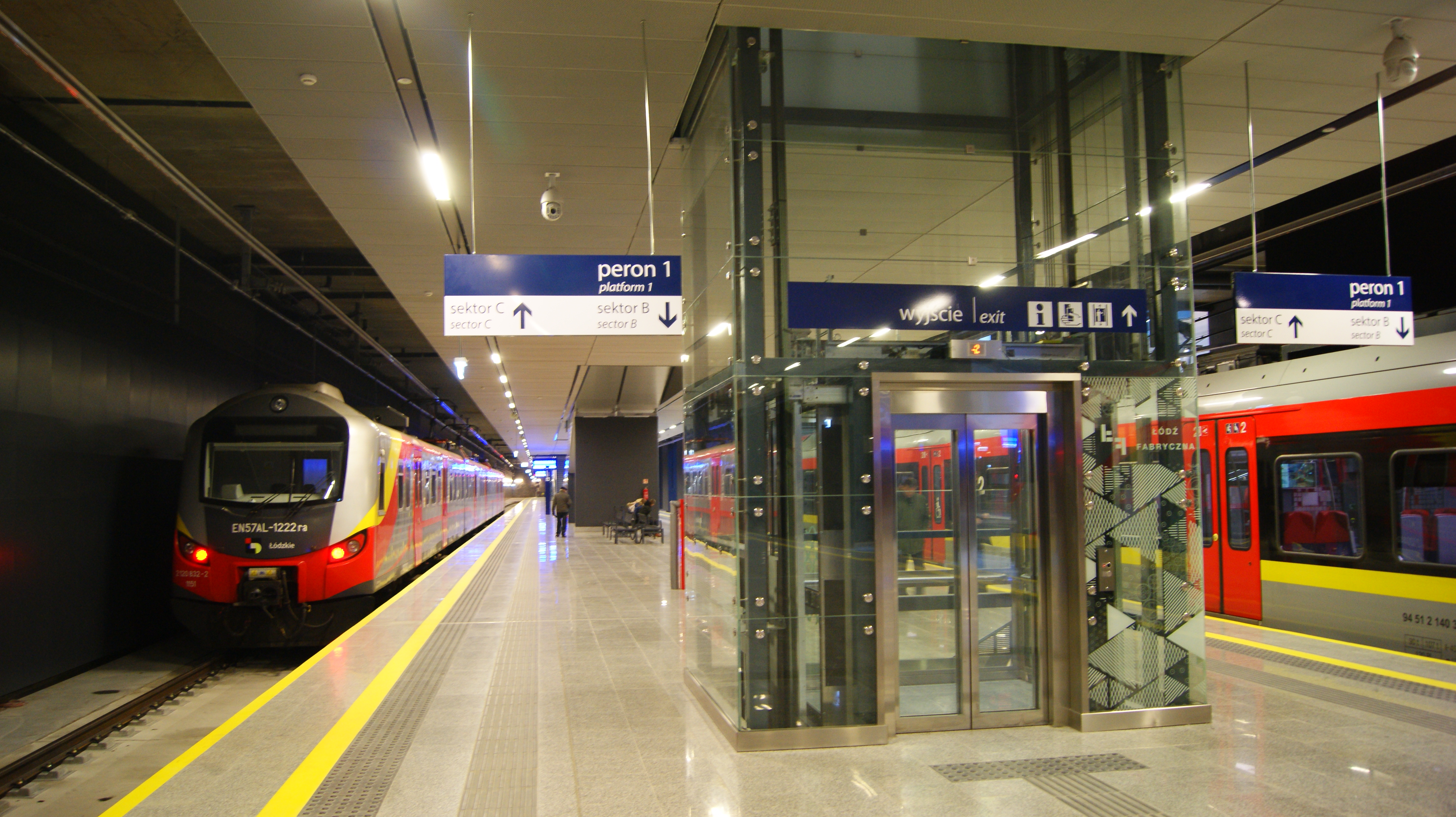
Перон 1
вокзалу Лодзь-Фабрична

На глибині 16,5 метрів, розміщена сама станція з чотирма перонами, трьома довжиною 400 м, і одним довжиною 300 м, та вісьмома коліями. На кожній платформі є 2 ліфти, ескалатори, і стрічкові транспортери для багажу. Нова станція може обслуговувати до 200 000 пасажирів щоденно.
Трохи вище, на рівнях -11, -14, -17 метрів, розміщені стоянки для автомобілів і мотоциклів. Паркінг розрахований на 1000 автомобілів.
На рівні, 8 метрів під землею, розміщений вестибюль, де є зал очікування, квиткові каси, комерційні об'єкти, приміщення для керівництва станції та технічного персоналу. Тут також пасажири можуть пересісти на автобуси — автостанція з 24 автобусними зупинками розміщена на цьому рівні.

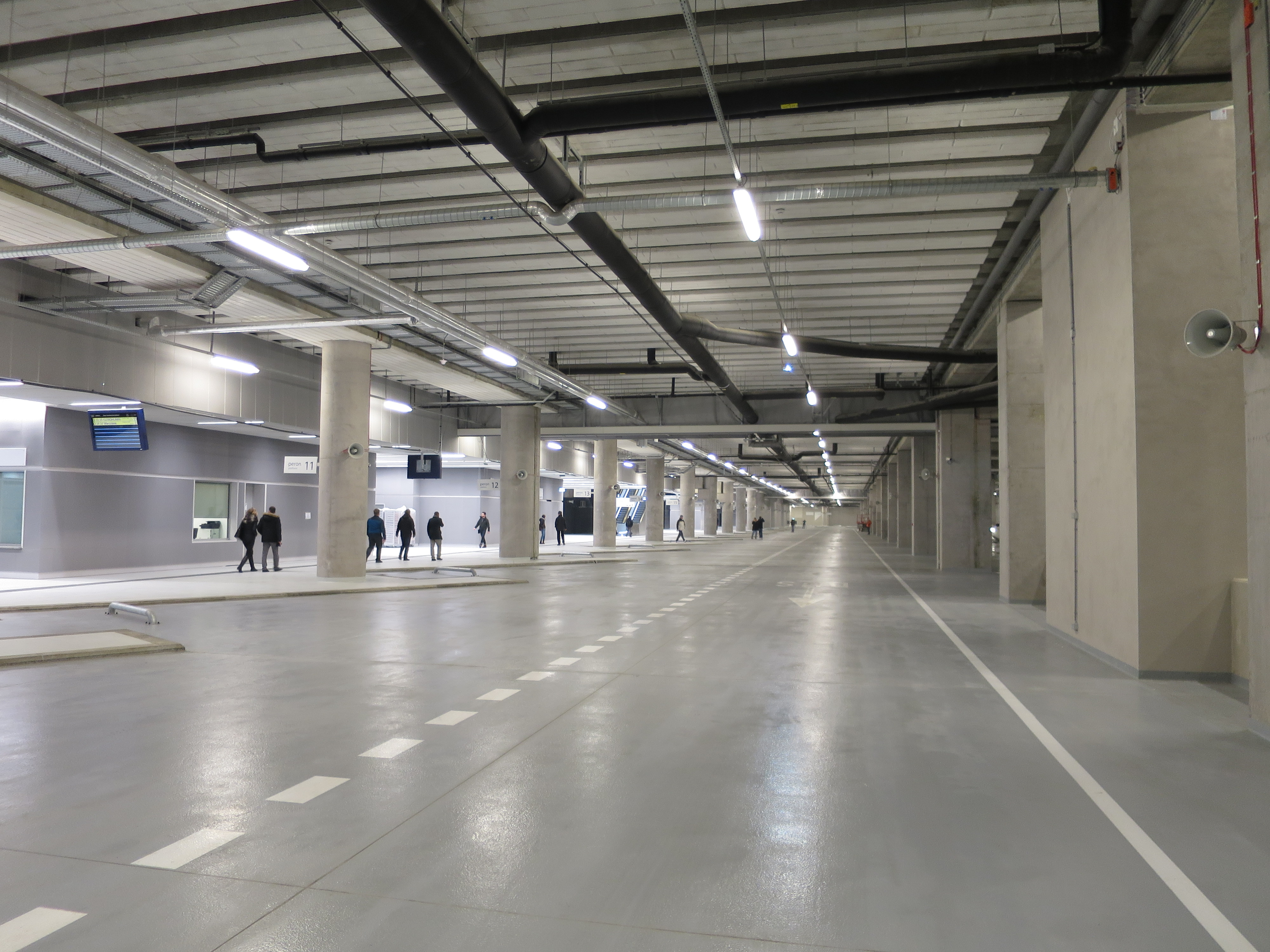
Автовокзал
на станції Лодзь-Фабрична

На рівні поверхні землі розміщені головні входи до будівлі — східний і західний, і бічні входи з півночі і з півдня. Стоянка для велосипедів розміщена на рівні нуль метрів. Тут також можна побачити реконструйований фасад старої станції Лодзь-Фабрична.
Автовокзал Лодзь-Фабрична
Перший автобус марки «Сканія i6» компанії LEO Express від станції Лодзь-Фабрична до Відня вирушив 17 січня 2017 о 11:15. Подорож з Лодзі до Відня через Ченстохову, Катовиці, Гливиці, Забже, Богумін, Остраву і Брно триває за графіком 9 годин 10 хвилин. Залізничне з'єднання Варшава — Лодзь-Фабрична — Богумін (Чехія) функціонує ще від відкриття станції, тобто з 11 грудня 2016.
З 14 лютого на автобусній станції Лодзь-Фабрична почали працювати автобуси польської фірми Polski Bus. На автовокзалі також зупинився автобус Київ — Познань, якого не було в розкладі. Тепер з автовокзалу на станції Лодзь-Фабрична можна поїхати до Відня, Берліна і Праги. Автобуси також курсують до Варшави, Гданська, Торуня, Познані, Вроцлава, Катовиць, Кракова і Ряшева.

## Галерея
|                                            |
| Станція Лодзь-Фабрична у 2011 і 2016 роках |

|                             |
| Дах наземного рівня станції |

|                              |
| Перон станції Лодзь-Фабрична |

|                         |
| Залізничні білетні каси |

|                               |
| Ескалатори до перонів станції |

|                               |
| Автоматичні камери зберігання |

|                    |
| Інформаційне табло |

|                         |
| Автомат продажу квитків |

|                  |
| Торговий автомат |

|                   |
| Квитковий автомат |